# Bandå

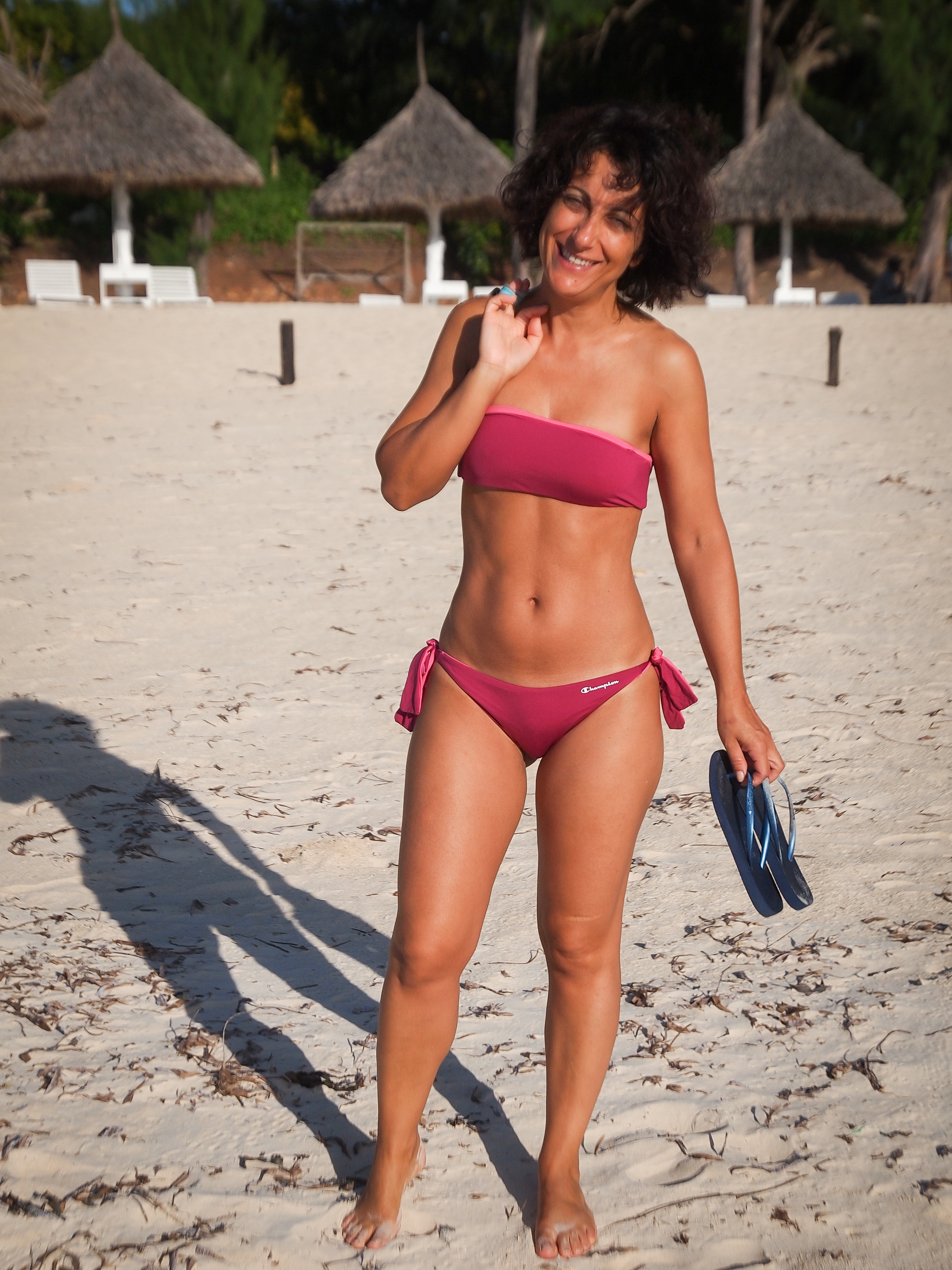
Kvinna som bär en bandåliknande bikini

Bandå (franska bandeau "band", "bindel") är en bröstlinda, ett band som täcker brösten. 
Användning av en bandå för att stödja en kvinnas bröst går tillbaka till antiken, troligen till Grekland, Den bestod av ett ylle- eller linneband, som draperades över brösten och som knöts eller fästes på ryggen.
Bandån förekommer i modern tid först 1804 och kallades ofta brassière, på engelska med förkortningen bra. Bandån återkommer i början av 1920-talet som "bröstplattare". Bandå är även benämningen på en axelbandslös BH, en så kallad bandå-BH.

## Bildgalleri

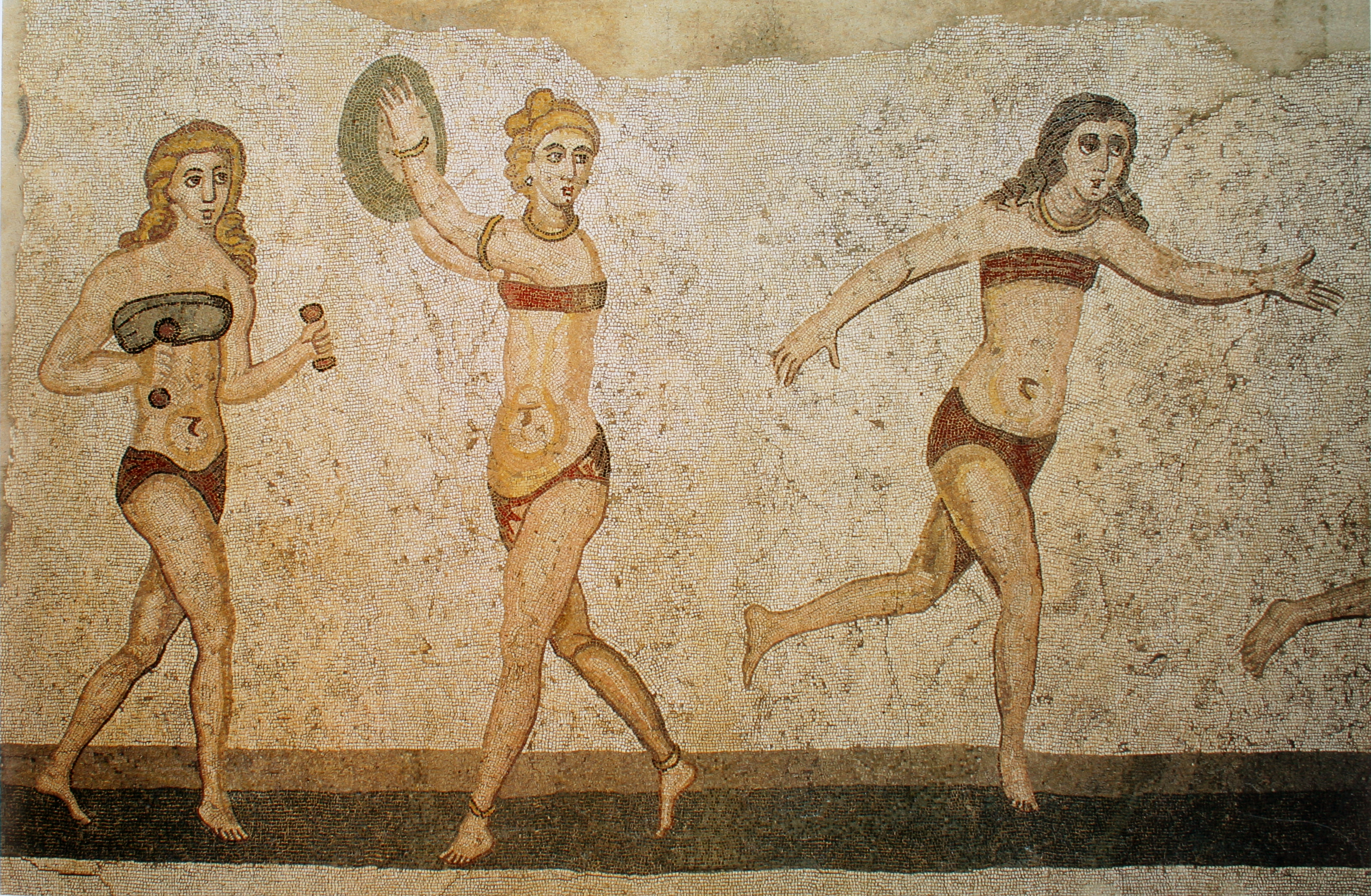
Den äldsta kända illustrationen av en bikini i den romerska villan Villa Romana del Casale (286–305 e.Kr.) på Sicilien
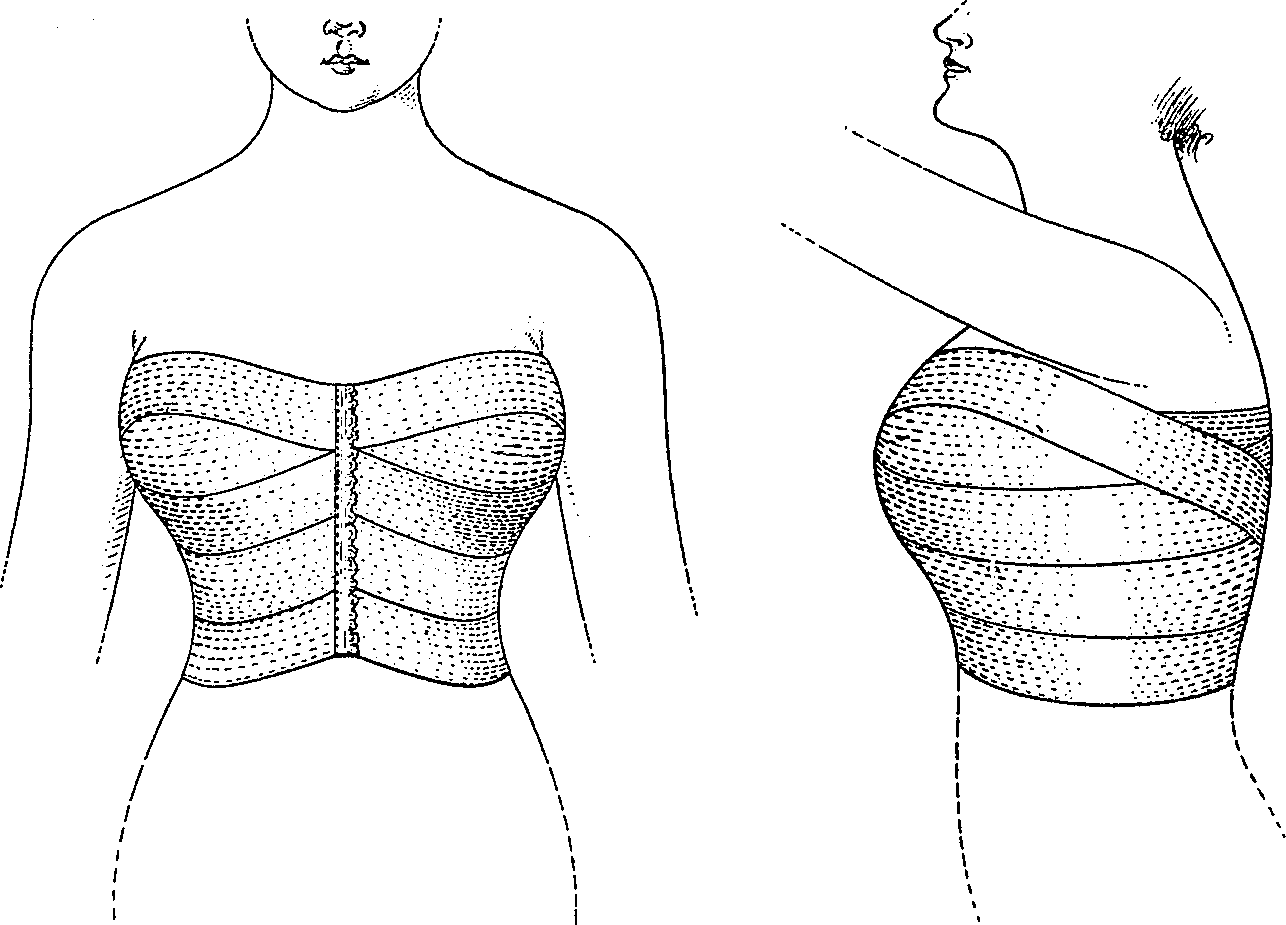
Amerikanskt patent från 1914